# Scalenus
Scalenus (Gistel, 1848) è un genere di coleotteri dal collo rotondo appartenente alla famiglia Cerambycidae, risalenti al Vecchio Mondo.

## Tassonomia
Scalenus auricomus (Ritsema, 1890)

Scalenus borneensis Bentanachs & Drouin, 2014

Scalenus cingalensis (White, 1855)

Scalenus fasciatipennis (Waterhouse, 1885)

Scalenus fulvus (Bates, 1879)

Scalenus hefferni Bentanachs & Jiroux, 2018

Scalenus hemipterus (Olivier, 1795)

Scalenus kalimantanensis Bentanachs & Jiroux, 2018

Scalenus pejchai Bentanachs & Jiroux, 2018

Scalenus philippensis Bentanachs & Drouin, 2014

Scalenus sericeus (Saunders, 1853)

Scalenus skalei Bentanachs & Jiroux, 2018

Scalenus ysmaeli Hüdepohl, 1987